# توقاد
مدينة توقاد هي عاصمة محافظة توقاد تقع في شمال تركيا ويبلغ تعداد سكانها حوالي 113,100 نسمة؛ وإليها ينسب شيخ الإسلام مصطفى صبري التوقادي.

## المناخ
يظهر الجدول التالي التغييرات المناخية على مدار السنة لتوقاد:
| البيانات المناخية لـتوقاد                         | البيانات المناخية لـتوقاد | البيانات المناخية لـتوقاد | البيانات المناخية لـتوقاد | البيانات المناخية لـتوقاد | البيانات المناخية لـتوقاد | البيانات المناخية لـتوقاد | البيانات المناخية لـتوقاد | البيانات المناخية لـتوقاد | البيانات المناخية لـتوقاد | البيانات المناخية لـتوقاد | البيانات المناخية لـتوقاد | البيانات المناخية لـتوقاد | البيانات المناخية لـتوقاد |
| الشهر                                             | يناير                     | فبراير                    | مارس                      | أبريل                     | مايو                      | يونيو                     | يوليو                     | أغسطس                     | سبتمبر                    | أكتوبر                    | نوفمبر                    | ديسمبر                    | المعدل السنوي             |
| ------------------------------------------------- | ------------------------- | ------------------------- | ------------------------- | ------------------------- | ------------------------- | ------------------------- | ------------------------- | ------------------------- | ------------------------- | ------------------------- | ------------------------- | ------------------------- | ------------------------- |
| الدرجة القصوى °م (°ف)                             | 20.2 (68.4)               | 22.8 (73.0)               | 31.1 (88.0)               | 35.1 (95.2)               | 36.4 (97.5)               | 39.8 (103.6)              | 45.0 (113.0)              | 40.8 (105.4)              | 38.9 (102.0)              | 35.3 (95.5)               | 35.6 (96.1)               | 23.0 (73.4)               | 45.0 (113.0)              |
| متوسط درجة الحرارة الكبرى °م (°ف)                 | 6.0 (42.8)                | 8.1 (46.6)                | 13.1 (55.6)               | 18.9 (66.0)               | 23.4 (74.1)               | 26.7 (80.1)               | 29.0 (84.2)               | 29.5 (85.1)               | 26.3 (79.3)               | 20.7 (69.3)               | 13.6 (56.5)               | 8.0 (46.4)                | 18.6 (65.5)               |
| المتوسط اليومي °م (°ف)                            | 1.8 (35.2)                | 3.4 (38.1)                | 7.4 (45.3)                | 12.5 (54.5)               | 16.5 (61.7)               | 19.9 (67.8)               | 22.3 (72.1)               | 22.3 (72.1)               | 18.7 (65.7)               | 13.7 (56.7)               | 7.9 (46.2)                | 3.8 (38.8)                | 12.5 (54.5)               |
| متوسط درجة الحرارة الصغرى °م (°ف)                 | −1.8 (28.8)               | −0.8 (30.6)               | 2.4 (36.3)                | 6.6 (43.9)                | 10.0 (50.0)               | 13.0 (55.4)               | 15.5 (59.9)               | 15.5 (59.9)               | 12.1 (53.8)               | 8.2 (46.8)                | 3.4 (38.1)                | 0.4 (32.7)                | 7.0 (44.7)                |
| الهطول مم (إنش)                                   | 40.3 (1.59)               | 34.2 (1.35)               | 40.0 (1.57)               | 56.1 (2.21)               | 59.3 (2.33)               | 38.0 (1.50)               | 11.5 (0.45)               | 5.7 (0.22)                | 17.8 (0.70)               | 39.5 (1.56)               | 44.9 (1.77)               | 47.8 (1.88)               | 435.1 (17.13)             |
| متوسط الأيام الممطرة                              | 11.3                      | 10.9                      | 12.1                      | 12.9                      | 13.7                      | 8.7                       | 3.0                       | 2.3                       | 4.9                       | 8.0                       | 9.5                       | 12.0                      | 109.3                     |
| ساعات سطوع الشمس الشهرية                          | 86.8                      | 106.4                     | 155                       | 183                       | 229.4                     | 258                       | 272.8                     | 288.3                     | 252                       | 186                       | 123                       | 77.5                      | 2٬218٫2                   |
| المصدر: Devlet Meteoroloji İşleri Genel Müdürlüğü |                           |                           |                           |                           |                           |                           |                           |                           |                           |                           |                           |                           |                           |

## توأمة
لتوقاد اتفاقيات توأمة مع:
- دنيزلي

## أعلام
- عمر فوزي باشا
- سيد حسن باشا
- مصطفى صبري
- أوغور بورال
- محمد باشا الجركسي
- طوبال رجب باشا
- هنري مارتن
- علي رضا ألان
- خسرو باشا البوسنوي
- يونس باشا